# Sönke Torpus

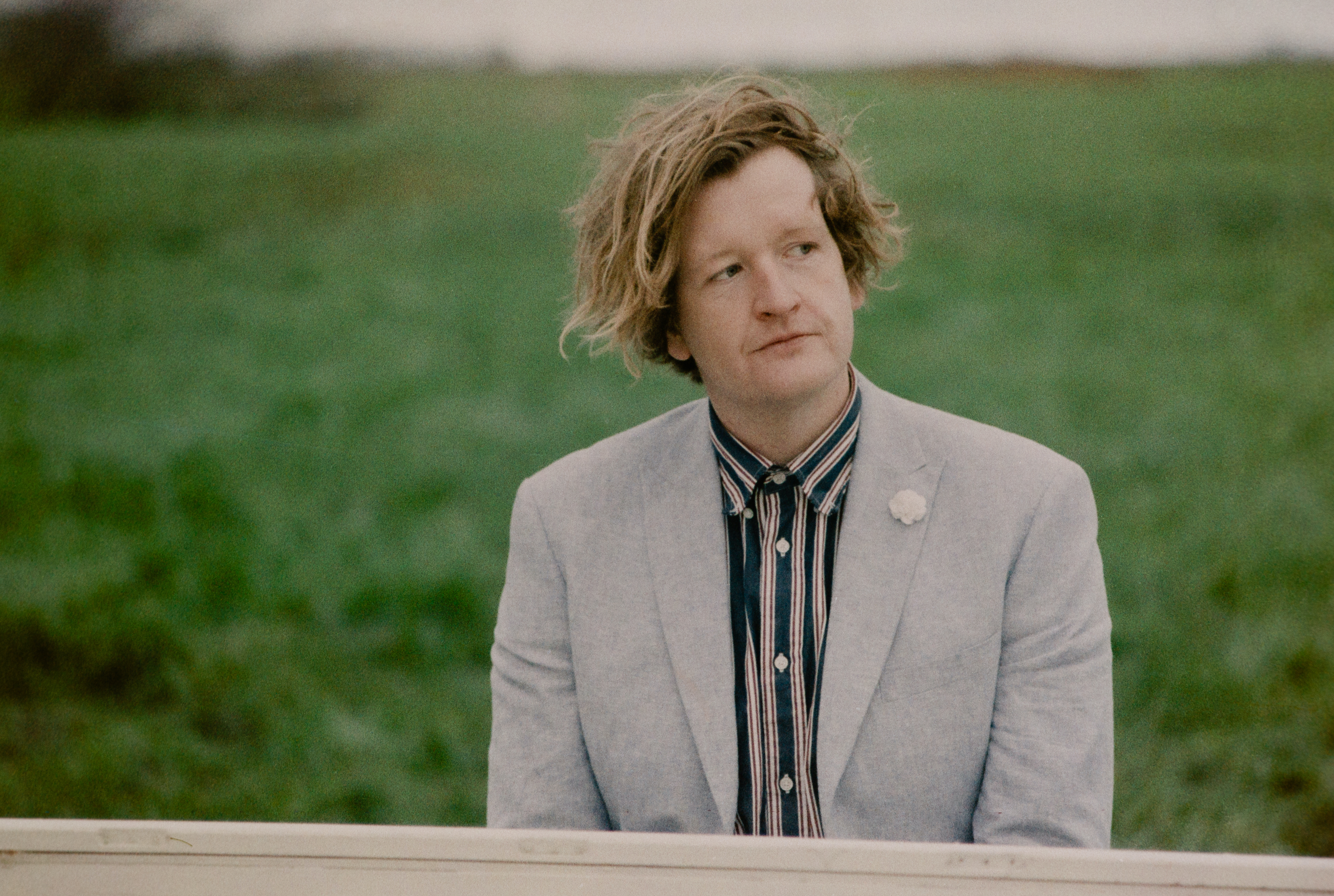
Sönke Torpus (Pressefoto 2025)

Sönke Torpus ist ein deutscher Musiker, Sänger, Songwriter und Musikproduzent. Bekannt wurde er zunächst als Frontmann der Indie-Folk-Band Torpus & The Art Directors. Seit 2024 tritt er mit seinem neuen Musikprojekt low key orchestra in Erscheinung.

## Leben
Torpus stammt aus Niebüll in Nordfriesland. Nach dem Abitur zog er nach Hamburg, wo er als Singer-Songwriter aktiv wurde und später die Band Torpus & The Art Directors 2008 gründete. Heute lebt er wieder in Nordfriesland und betreibt dort das Tonstudio the bubble.
Die Band Torpus & The Art Directors kombinierte Americana-Einflüsse mit Pop- und Folk-Elementen. Die Band tourte europaweit und trat u. a. beim Reeperbahn Festival, Hurricane Festival und Orange Blossom Special auf.
2013 wurde er Teil der Band OVE bis zu ihrer Auflösung 2020.
2024 gründete Torpus sein neues Projekt low key orchestra. Die Musik verbindet Indie-Folk mit Lo-Fi-Pop und introspektiven Texten. Am 28. März 2025 erschien die Debütsingle maybe words beim Label the resort. Produziert und gemischt wurde die Musik von Helgi Helgasson. Sie erhielt Airplay auf NDR2 und BRF1. Eine erste Tournee mit Band ist für Oktober 2025 geplant.
Seit 2024 ist Sönke Torpus E-Gitarrist bei der Berliner Band Nichtseattle.

## Studioarbeit
In seinem Tonstudio the bubble arbeitet Torpus als Produzent und Engineer. Er arbeitete u. a. mit Nichtseattle, Tristan Brusch, International Music und Fehlfarben. Er arbeitet regelmäßig mit dem Produzenten Olaf Opal zusammen und hat Aufnahmen für diverse Produktionen gemacht (u. a. Thees Uhlmann, Mighty Oaks oder Das Paradies (Band)).

## Diskografie (Auswahl)
Mit Torpus & The Art Directors:
- 2010: Five Leaves Left (Eigenveröffentlichung)
- 2012: From Lost Home to Hope (Grand Hotel van Cleef)
- 2015: The Dawn Chorus (Grand Hotel van Cleef)
- 2017: We Both Need to Accept That I Have Changed (Grand Hotel van Cleef)

Mit OVE:
- 2013: Ove, wenn & aber (Watt'n'Sound)
- 2016: Ich will mir nicht so sicher sein (Tapete Records)
- 2019: Abruzzo (Tapete Records)

Als low key orchestra:
- 2025: maybe words (Single, the resort)
- 2025: too shy to show (Single, the resort)